# White Cloud City (Nevada)
White Cloud City, también conocido como Coppereid, es un pueblo fantasma en el condado de Churchill, Nevada, Estados Unidos. Este pueblo tuvo una población de 40 personas, actualmente este se encuentra sin población.